# Wilson-hegyi Obszervatórium
A Wilson-hegyi Obszervatórium Észak-Amerikában, Los Angelestől északkeletre – Pasadena mellett – található csillagászati kutatóállomás, az egyik legkiválóbb asztronómiai kutatóközpont a világon.

## Története
A Wilson-hegyi Obszervatórium (MWO) alapító okiratát 1904-ben az újonnan létrehozott Carnegie Alapítvány Washingtoni szervezete fektette le George Ellery Hale vezetésével, aki korábban a Wisconsin-i Yerkes Csillagászati Megfigyelőállomás megalapításában működött közre, emellett az ő nevéhez köthető a Palomar Obszervatórium alapkő-letétele. Hale nem csak mint intézményszervező volt kimagasló személyiség, hanem mint az ún. új asztronómia irányvonalának megalkotója az asztrofizikában, mi több, jó néhány a Naphoz, a bolygók és a csillagok asztronómiai jellegzetességéhez kapcsolódó tudományos felfedezés birtokosa.
A Mt. Wilson környékének csillagászati megfigyelés szempontjából páratlan sajátosságát és a szinte makulátlan légköri viszonyokat Hale már korábban is észrevette és több jelentős napfizikai megfigyelést tett 4-inches hordozható, refrakciós távcsövével ezen a helyen. Hale a Carnegie Alapítványtól előbb 10, majd 150 ezer dollár támogatást kapott egy megfelelő távcső kialakítására, egyidejűleg egy obszervatórium létrehozatalára, mely innentől mint Napmegfigyelő Állomás működött.
1908-ban a kutatóközpont távcsövét egy 60 inches refraktorral bővítették ki, ezzel a Wilson-hegyi Obszervatórium a világ egyik legjelentősebb csillagdájává vált akkorra. A központban tevékenykedő csillagászok és kutatók annak ellenére, hogy bizonyos megfigyelésekhez a távcső még ilyen paraméterekkel is kevésnek bizonyult, néhány év leforgása alatt több mint 4000 olyan felvételt készítettek, amik alapjában változtatták meg mind a napfizikai, mind az akkori kozmológiai ismereteket. Ugyanakkor hamar felvetődött a kérdés, hogy a távolabbi csillagok és galaxisok tanulmányozásához az addig meglévő teleszkóprendszer nem eléggé összetett és precíz, ezért rövid időn belül Hale egy új, 100 inches refraktor kialakítását indítványozta, amelyet csak 1917-ben tudtak elsőként használatba venni. A teleszkóp-rendszert rövidesen Michelson egy interferométerrel bővítette ki, mellyel már távoli csillagok méreteit is nagy hatékonysággal volt képes megállapítani. 1928-ban a Rockefeller-alapítvány vette oltalom alá a MWO Programot és sikerült lerakni egy óriás, 200 inches refraktor gyártásának pénzügyi alapjait. A technológiai megvalósításba ezt követően vonták be a California Institute of Technology-t.

## Kutatási programok a Wilson-hegyi Obszervatóriumban
Az MWO alapvető kutatási területe – annak ellenére, hogy egy nagy teljesítményű csillagászati teleszkóp is működött az intézetben – továbbra is a szoláris csillagászat maradt, ez valószínűleg az alapítónak, Hale-nek volt köszönhető. Az obszervatórium már Hale idejében is három szoláris távcsővel rendelkezett és a maga nemében napjainkban is az egyik legrelevánsabb Napmegfigyelő kutatócentrumnak tekinthető. Az intézet a Naptevékenység szinte minden egyes attribútumáról, köztük főként a napfoltok kialakulását és lezajlását illetően ma már teljes adatbázissal rendelkezik.
A másik főbb kutatási tevékenység a holdfelszíni hőmérséklet– és légköri viszonyok jellegzetességeinek megismerése, különös tekintettel a holdkőzet összetételére nézve. A módszertani kutatás alapja a teljes fogyatkozás esetén a Föld árnyékoló hatásának befolyása a Hold felszínének hőmérséklet-csökkenésére. Ezen jelenség mélyrehatóbb megismerésének érdekében a vizsgálat egy másik elvi megfontolása az volt, mi lehet az eltérés oka a Hold és Föld kőzeteinek eltérő polarizációs képességét tekintve.
Az MWO mindemellett mind a mai napig nagyszámú tanulmányt tesz közzé közeli galaxisok kvantitatív tulajdonságaira vonatkozóan, melyben főleg olyan módszerekre fókuszál, ami a nehezen észlelhető csillagok fényerősség viszonyait kívánja kvalitatíve értelmezni. Ezek közül mintegy négyszáznak a lokalizációja a Nap közvetlen közelébe tehető, melyeknek pontos helyét trigonometrikus módszerrel határozták meg.

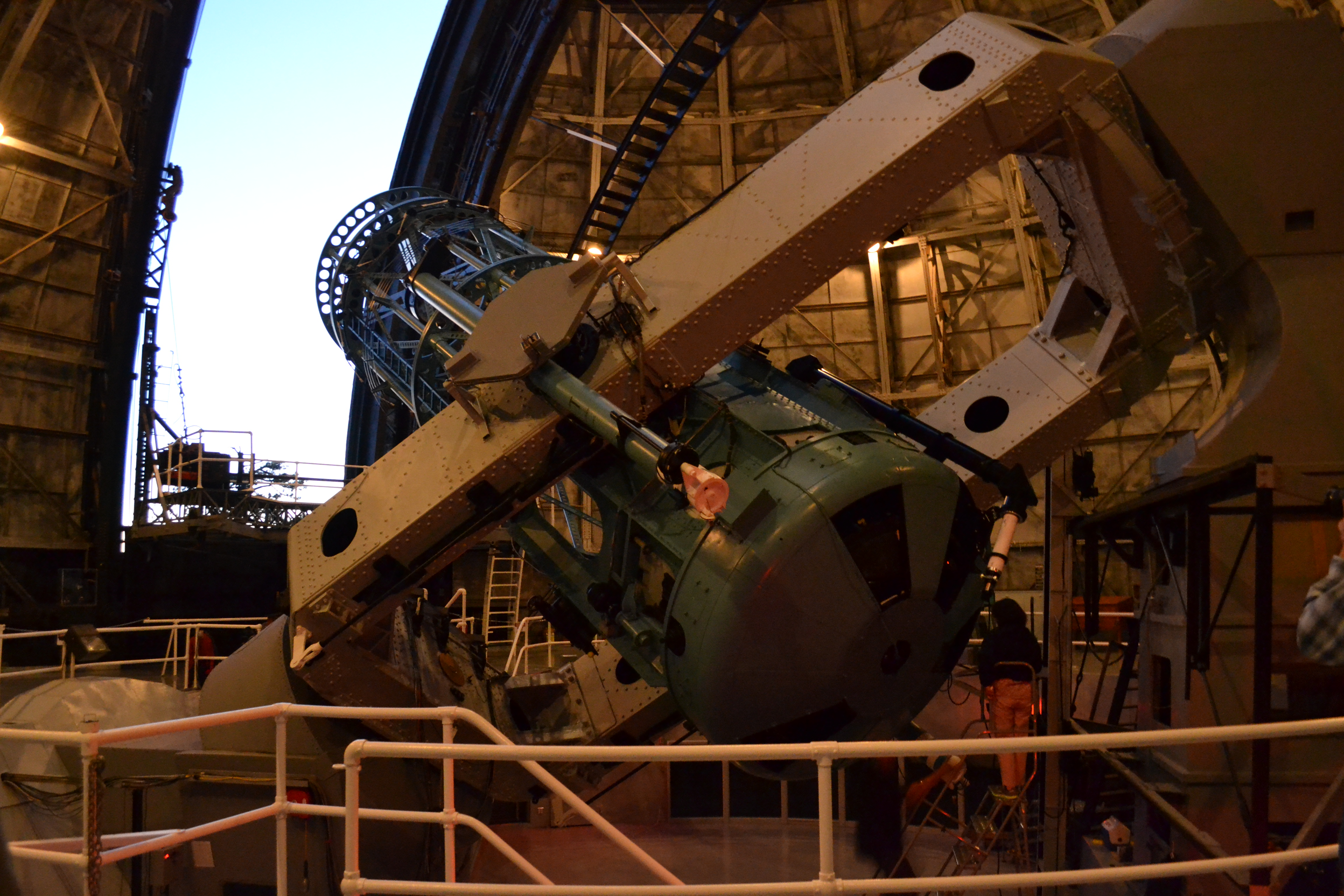
A Wilson-hegyi Obszervatórium egyik teleszkópja (Forrás: Backpaper Magazine / Tracy Hall, 2017)

## Technikai felszereltség
A forradalmi 60 inches teleszkópot 1908-ban készítették, egyedülálló technikai finomításokkal, amely igen gyorsan kijelölte a fejlődési irányvonalat a tükrös teleszkópok terén. A legnagyobb teleszkóp volt akkoriban a világon és 1917-ig meg is őrizte ezt a címét. Tervezése során úgy alakították ki, hogy azzal különféle optikai konfigurációk is megvalósíthatók legyenek. Elsősorban arra törekedtek, hogy mind fotografálási és spektrográfiai alkalmazásra testreszabott legyen. Az ezen teleszkóppal készített felvételek és a belőle nyert adatok alapján lezajlott átfogó vizsgálatok során derült fény számos olyan ma már ismert kozmológiai tényszerűségre, mint a Tejútrendszer hozzávetőleges méretei, illetve a Föld lokalizációja a galaxisban.
A legújabb teleszkóp a Mount Wilson Megfigyelőállomáson a mellékelt képen látható 16 inches Schmidt-Cassegrain tervezésű távcső. Közvetlen pásztázásra is alkalmas, de csúcsminőségű CCD kamerával is felszerelt, amely magas minőségű képek készítését teszi lehetővé.
A Chara Array egy hat teleszkópból álló asztronómiai interferométer, melyet a Georgia-i Egyetem hozott létre a MWO-ban. 40 inches tükrökkel és a 35 méter maximális szeparációs távolsággal rendelkező teleszkóprendszer a világ legnagyobb ilyen berendezése. A hat teleszkóp ún. Y konfigurációban van elrendezve, ezzel a megfigyelt objektum (pl. csillag) látszólagos mozgását ilyen módon kompenzálni képes, amit számítógép-vezérelt, finoman hangolt, motorizált tükrökkel érik el.
A Berkeley Infravörös Tér-interferométer (ISI) egyedi kialakítású három teleszkópból álló rendszer, mellyel csillagok fényviszonyait vizsgálják közép-infravörös tartományban, nagy szögfelbontásban. A Wilson-hegyi Obszervatóriumban 1988 óta működik és főleg csillagok kvantitatív tulajdonságainak, a csillagok körüli anyagi rendszerek eloszlási viszonyainak az értelmezéséhez használják. Mikrohullámú jelkeveréses rendszert használ, de azt sokkal rövidebb hullámhosszon alkalmazza.